# Cœlé-Syrie et Phénicie
La Cœlé-Syrie et Phénicie est une province du royaume séleucide à l'époque hellénistique.

## Histoire
Après la bataille d'Ipsos en 301 av. J.-C., Ptolémée Ier établit sa domination sur la partie méridionale de la Syrie. Le terme Cœlé-Syrie désigne généralement les possessions lagides en Syrie par opposition à la Syria Séleukis et l'ajout du nom Phénicie montre que la Phénicie n'est pas englobée dans la Syrie. Il est possible que la région de Cœlé-Syrie et Phénicie ait déjà été organisée administrativement comme une satrapie dès l'époque lagide, mais une telle organisation est mal attestée. Le fait que Ptolémée ait choisi d'accoler le nom de la Syrie à la Phénicie, alors que sa province n'en englobe qu'une petite partie, prouverait qu'il entend l'annexer.
Au cours de la cinquième guerre de Syrie remportée par Antiochos III, la totalité de la Syrie passe sous domination séleucide. Les territoires nouvellement conquis prennent alors officiellement le nom de Cœlé-Syrie et Phénicie et sont placés sous l'autorité d'un stratège. Le stratège est le gouverneur militaire de la province et il est le représentant du roi.

## Administration
Parmi les stratèges de Cœlé-Syrie et Phénicie, on connait :
- Ptolémée fils de Thraséas[4], vers 201/195 av. J.-C. ;
- Apollonios fils de Thraséas, un parent (le frère ?) du précédent[5] ;
- peut-être le Dorymènes mentionné dans la stèle d'Héliodore[6] ;
- Apollonios fils de Mnesthée, vers 175 av. J.-C.[5] ;
- Ptolémée fils de Dorymènes[7] ;
- Ptolémée Macron[7] ;
- Protarchos[7].